# Natri dihydro citrat
Natri dihydro citrat (tiếng Anh: Monosodium citrate) là một muối axit của axit citric. Ngoài ra cũng có các muối natri hydro citrat và natri citrat. Nó có thể điều chế bằng phản ứng trung hòa một phần dung dịch loãng natri bicacbonat hay cacbonat với axit citric.
NaHCO3 + C6H8O7 → NaC6H7O7 + CO2 + H2O
Nó tan tốt trong nước và hầu như không tan trong etanol. Natri dihydrocitrat được dùng làm chất chống đông khi hiến máu.